# Richard Mansfield
Pour les articles homonymes, voir Mansfield.
Richard Mansfield (24 mai 1857 - 30 août 1907) est un acteur britannique. Il est surtout connu pour ses rôles dans les pièces de William Shakespeare, de Gilbert et Sullivan, ainsi que pour son rôle double dans L'Étrange Cas du docteur Jekyll et de M. Hyde.

## Biographie
Richard Mansfield naît le 24 mai 1857 à Berlin et passe une partie de sa jeunesse sur l'île allemande d'Heligoland en mer du Nord, qui est alors sous protectorat britannique. Il étudie ensuite dans la ville de Derby en Angleterre, puis se rend à Londres pour étudier la peinture. Après un voyage aux États-Unis avec sa mère, une comédienne, il retourne en Angleterre où il entame une carrière de comédien.
En 1888, il joue à la fois les rôles de docteur Jekyll et M. Hyde dans la pièce de théâtre L'Étrange Cas du docteur Jekyll et de M. Hyde, lesquels font une profonde impression sur les spectateurs.
Il fut soupçonné d'être jack l'éventreur. 